# Dupreeh
Peter Rothmann Rasmussen (født 26. marts 1993 i Allerød), bedre kendt som dupreeh, er en dansk professionel Counter-Strike 2-spiller, som spillede for det danske esporthold Astralis. Han annoncerede i slutningen af juni 2025 sit karrierestop.
Dupreeh spillede fra 2023 til 2025  for Team Falcons.
Han er den eneste Counter Strike spiller i verden, der har deltaget i alle 19 majors i csgo,[kilde mangler] og vundet 5 majors.